# Cryptoleptodon longisetus
Cryptoleptodon longisetus är en bladmossart som beskrevs av Johannes Enroth 1992. Cryptoleptodon longisetus ingår i släktet Cryptoleptodon och familjen Pterobryaceae. Inga underarter finns listade i Catalogue of Life.